# Cantua flexuosa
Cantua flexuosa là một loài thực vật có hoa trong họ Polemoniaceae. Loài này được (Ruiz & Pav.) Pers. mô tả khoa học đầu tiên năm 1805.